# Zibu
Zibu ('Categorie van de Leermeesters en de Filosofen'), is volgens het traditionele Chinese classificatiesysteem de derde van de vier categorieën waarin de Chinese literatuur wordt verdeeld. In deze categorie bevinden zich naast filosofische werken vele andere soorten geschriften, waaronder encyclopedieën, maar ook juridische, wiskundige, medische en culinaire boeken.

## Inhoud van zibu
De siku quanshu maakt binnen zibu onderscheid tussen de volgende categorieën:
1. Rujia 儒家 - Confucianistische schrijvers, 8 juan.
2. Bingjia 兵家 - Militaire experts, 2 juan.
3. Fajia 法家 - Juristen, 1 juan
4. Nongjia 農家 - Landbouwwetenschappen, 1 juan.
5. Yijia 醫家 - Geneeskunde, 3 juan.
6. Tianwen suanfa 天文 算法 - Astronomie en wiskunde, 2 juan.
7. Shushu 術數 - Waarzeggerij (magie en voorspellingen), 4 juan.
8. Yishu 藝術- Kunst, 3 juan.
9. Pulu 譜錄 - Wetenschappelijke verhandelingen (waaronder koken), 2 juan.
10. Zajia 雜家 - Gemengde geschriften, 18 juan.
11. Leishu 類書 - Encyclopedieën, 5 juan.
12. Xiaoshuo jia 小說 家 - Verhalen en gemengde geschriften, 5 juan.
13. Shijia 釋家 - Boeddhistische geschriften, 1 juan.
14. Daojia 道家 - Taoïstische geschriften, 2 juan.